# アックエドルチ
アックエドルチ（イタリア語: Acquedolci, シチリア語: Acquaduci）は、イタリア共和国シチリア州メッシーナ県にある、人口約5,600人の基礎自治体（コムーネ）。

## 地理

### 位置・広がり
メッシーナ県のコムーネ。県都メッシーナから西へ86kmの距離にある。

#### 隣接コムーネ
隣接するコムーネは以下の通り。
- カロニーア
- サン・フラテッロ
- サンターガタ・ディ・ミリテッロ